# Debra Jarvis
Debra Ann Jarvis –conocida como Debbie Jarvis– (Leicester, 16 de enero de 1964) es una deportista británica que compitió en vela en la clase 470. Ganó una medalla de bronce en el Campeonato Europeo de 470 de 1991.

## Palmarés internacional
| \| Campeonato Europeo \| Campeonato Europeo \| Campeonato Europeo \| Campeonato Europeo \| \| Año \| Lugar \| Medalla \| Clase \| \| ------------------ \| ------------------ \| ------------------ \| ------------------ \| \| 1991 \| Bergen (Noruega) \| Medalla de bronce \| 470 \| |                  |                   |       |
| Campeonato Europeo |                  |                   |       |
| Año | Lugar            | Medalla           | Clase |
| 1991 | Bergen (Noruega) | Medalla de bronce | 470   |